# Hockessin
|  | Dieser Artikel wurde aufgrund von inhaltlichen Mängeln auf der Qualitätssicherungsseite des Projektes USA eingetragen. Hilf mit, die Qualität dieses Artikels auf ein akzeptables Niveau zu bringen, und beteilige dich an der Diskussion! Eine nähere Beschreibung der zu behebenden Mängel fehlt. |

Hockessin ist eine US-amerikanische Gemeinde im New Castle County des US-Bundesstaats Delaware.
Das U.S. Census Bureau hat bei der Volkszählung 2020 eine Einwohnerzahl von 13.478 ermittelt.
Das Gemeindegebiet hat eine Größe von 26,0 km².

## Persönlichkeiten
- Chris Coons (* 1963), Politiker (Demokratische Partei)